# Американская лысуха
Американская лысуха (лат. Fulica americana) — небольшая водоплавающая птица семейства пастушковых.

## Внешний вид
Длина тела около 40 см. Взрослые птицы тёмно-серые, голова и шея темнее. Клюв и бляшка на лбу белые, в верхней части бляшки находится коричневое пятно. Ноги желтоватые. Пуховые птенцы чёрные с ярко-красными головой и клювом.

## Распространение
Обитает в Северной Америке, к югу от Канады. На юг распространена до северной части Южной Америки. На севере ареала это перелётная птица, но на большей части ареала оседла при наличии незамерзающих водоёмов. Известны залёты этого вида в западную Европу.

## Образ жизни
Населяет заросшие водоёмы и болота. Хорошо плавает, нередко встречается на открытой воде. Часто ныряет. Взлетает тяжело, шумно, с разбега, но полёт быстрый и сравнительно лёгкий. Кормится как в воде, так и на суше. Всеядна, питается как растительной, так и животной пищей. Гнездо строит в зарослях прибрежных растений. В период гнездования ведёт себя агрессивно по отношению к представителям своего вида. Вне сезона размножения встречается огромными стаями, как и обыкновенная лысуха.